# Municipio de Lillian
El municipio de Lillian (en inglés: Lillian Township) es un municipio ubicado en el condado de Custer en el estado estadounidense de Nebraska. En el año 2010 tenía una población de 150 habitantes y una densidad poblacional de 0,75 personas por km².

## Geografía
El municipio de Lillian se encuentra ubicado en las coordenadas 41°35′48″N 99°31′45″O / 41.59667, -99.52917. Según la Oficina del Censo de los Estados Unidos, el municipio tiene una superficie total de 200.94 km², de la cual 200,82 km² corresponden a tierra firme y (0,06 %) 0,11 km² es agua.

## Demografía
Según el censo de 2010, había 150 personas residiendo en el municipio de Lillian. La densidad de población era de 0,75 hab./km². De los 150 habitantes, el municipio de Lillian estaba compuesto por el 100 % blancos. Del total de la población el 0,67 % eran hispanos o latinos de cualquier raza.